# 橋子頭 (新北市)
橋子頭，原寫為橋仔頭，是臺灣新北市鶯歌區的一個地名，位於該區西南部。相較於今日行政區，其範圍大致為二橋里不含最南端。

## 歷史
台灣清治末期至日治初期，橋子頭地區為一街庄，稱為「橋仔頭庄」，隸屬於海山堡。該庄西北與大湳庄為鄰，東北與尖山庄為鄰，東南邊為二甲九庄，南邊及西南邊為中庄。
1901年（日治明治三十四年）11月，該庄隸屬於桃園廳，編入第十六區。1905年（明治三十八年）7月，第十六區改稱「鶯歌石區」。1920年（大正九年），該庄改制並改名為「橋子頭」大字，隸屬於臺北州海山郡鶯歌庄。1940年，鶯歌庄升格為鶯歌街。
戰後鶯歌街改制為鶯歌鎮，隸屬於臺北縣，大字亦改制為里。1946年8月，鶯歌、樹林分治，本地區仍隸屬鶯歌鎮。2010年12月，臺北縣升格為新北市，鶯歌鎮改制為鶯歌區。

## 交通
國道3號、國道2號以「倒T字」在橋子頭地區西北部以鶯歌系統交流道相會，境內未設一般交流道。國道3號最近的匝道是東邊的三鶯交流道，國道2號最近的匝道是北邊的大湳交流道，都必須繞經多條道路始能到達。
鄉道北83線是本地區主要的連絡道路，往東北可至尖山接市道114號，往西南可至市境接桃園市鄉道桃60線。